# Home for Christmas (Sheryl Crow)
Home for Christmas è un album in studio natalizio della cantante statunitense Sheryl Crow, pubblicato nel 2008.

## Tracce
1. Go Tell It on the Mountain – 3:06 (Tradizionale)
2. The Christmas Song – 3:22 (Mel Tormé, Robert Wells)
3. White Christmas – 3:30 (Irving Berlin)
4. I'll Be Home for Christmas – 3:41 (Kim Gannon, Walter Kent, Buck Ram)
5. Merry Christmas Baby – 3:15 (Lou Baxter, Johnny Moore)
6. The Bells of St. Mary's – 4:33 (Emmett Adams, Douglas Furber)
7. Blue Christmas – 3:24 (Bill Hayes, Jay Johnson)
8. O Holy Night (contiene un intro di It Came Upon the Midnight Clear) – 3:39 (Tradizionale)
9. There Is a Star That Shines Tonight – 3:58 (Sheryl Crow)
10. Hello My Friend, Hello (solo nelle edizioni 2008 e 2011) – 3:40 (Bill Botrell)
11. All Through the Night – 5:13 (Tradizionale)
12. Long Road Home (solo nell'edizione 2011) – 4:14 (Crow, Doyle Bramhall II, Justin Stanley)